# Orešany
Orešany é um município da Eslováquia, situado no distrito de Topoľčany, na região de Nitra. Tem 6,72 km² de área e sua população em 2018 foi estimada em 328 habitantes.

## Demografia
| Ano:        | 1994 | 2004    | 2014    | 2024   |
| ----------- | ---- | ------- | ------- | ------ |
| Broj ljudi: | 316  | 281     | 333     | 330    |
| Razlika:    |      | -11,07% | +18,50% | -0,90% |

| Ano:               | 2023 | 2024   |
| ------------------ | ---- | ------ |
| Número de pessoas: | 325  | 330    |
| Diferença:         |      | +1,53% |